# Loculi
Loculi är en ort och kommun i provinsen Nuoro i regionen Sardinien i Italien. Kommunen hade 517 invånare (2017).